# Concavada
Concavada é uma povoação portuguesa do Município de Abrantes, na província do Ribatejo, região do Oeste e Vale do Tejo e NUT3 do Médio Tejo, que foi sede da Freguesia de Concavada, freguesia que tinha 19,89 km² de área e 653 habitantes (2011).
A Freguesia de Concavada foi extinta (agregada), em 2013, no âmbito de uma reforma administrativa nacional, tendo sido agregada à Freguesia de Alvega, para formar uma nova freguesia denominada União das Freguesias de Alvega e Concavada.
Concavada situa-se na parte oriental do município, a sul do Tejo. Tem uma estreita fronteira com o Município de Mação a norte, e os restantes vizinhos são Alvega a leste, São Facundo a sul, Pego a oeste e Mouriscas a norte. É ribeirinha à margem esquerda do rio Tejo ao longo dos limites com as Mouriscas e com Mação.
É a terra natal do poeta António Botto, que dá nome à Biblioteca Municipal de Abrantes.

## População
★Freguesia criada pela lei n.º 109/85,  de 4 de Outubro, com lugares da freguesia de Alvega

 Grupos etários em 2001 e 2011			

| 1991 | 2001 | 2011 |
| 858  | 734  | 653  |
|      | -14% | -11% |

|     | 0-14 anos | 15-24 anos | 25-64 anos | 65 e + anos |
| Hab | 125 \| 97 | 119 \| 67  | 343 \| 344 | 147 \| 145  |
| Var | -22%      | -44%       | +0%        | -1%         |